# Bitva o Mykolajiv
Bitva o Mykolajiv je vojenské střetnutí mezi ozbrojenými silami Ukrajiny a ozbrojenými silami Ruské federace během ruské invaze na Ukrajinu. Boje o Mykolajiv začaly v noci na 26. února. V březnu byly ruské síly od města odraženy, a během dubna se zpět pod ukrajinskou kontrolu dostala i většina okolních osad. Mykolajiv je strategické přístavní město u Černého moře.

## Předehra
V odpoledních hodinách 26. února 2022 prolomilo 12 ruských tanků ukrajinskou obranu u města Kachovka a začalo směřovat na Mykolajiv. Guvernér Mykolajivské oblasti Vitalij Kim uvedl, že město mělo jen pět hodin na přípravu na obklíčení a vyzval občany, aby připravily barikády a dobrovolníky na obranu města. Byla připravena také ukrajinská armáda.

## Bitva

### První útok
Ruské tanky se večer okolo 18:48 přiblížily až na okraj města. Krátce na to vypukla bitva poblíž řeky Jižní Bug a podle některých zpráv již některé ruské jednotky vstoupily do města. Po třech hodinách bojů byly ruské jednotky zahnány zpět, ačkoli boje pokračovaly a několik ruských tanků obešlo obranu města. Brzy ráno 27. února ukrajinští představitelé oznámili, že se ruské síly daly na ústup. V důsledku bojů byli někteří ruští vojáci zajati a město bylo značně poškozeno.

### Druhý útok
Ruské jednotky podnikly druhý útok na město 28. února postupem z Chersonu. Na okraji Mykolajivu se ruské jednotky dostaly okolo 11:00 místního času a zahájily útok. V průběhu března bylo ukrajinskými silami zničeno několik ruských kolon. V důsledku toho byly ruské síly od města odraženy.

### Ukrajinský protiútok
Ukrajinské jednotky během protiútoku dobyly zpět leteckou základnu Kulbakino a mezinárodní letiště Mykolajiv. Během dalších bojů byly ruské jednotky zatlačeny zpět na východ od města o 15–20 kilometrů. Dne 18. března ukrajinské jednotky údajně prolomily ruské linie u Mykolajivu a zatlačily ruské jednotky zpět do Chersonské oblasti.
Během 18. března zasáhly dvě ruské řízené střely Kalibr kasárna ukrajinské 36. samostatné námořní brigády nacházející se na předměstí Mykolajivu. Belgické noviny Het Laatste Nieuws uvedly, že dle informací z městské márnice a ukrajinské armády bylo zabito nejméně 80 ukrajinských vojáků.

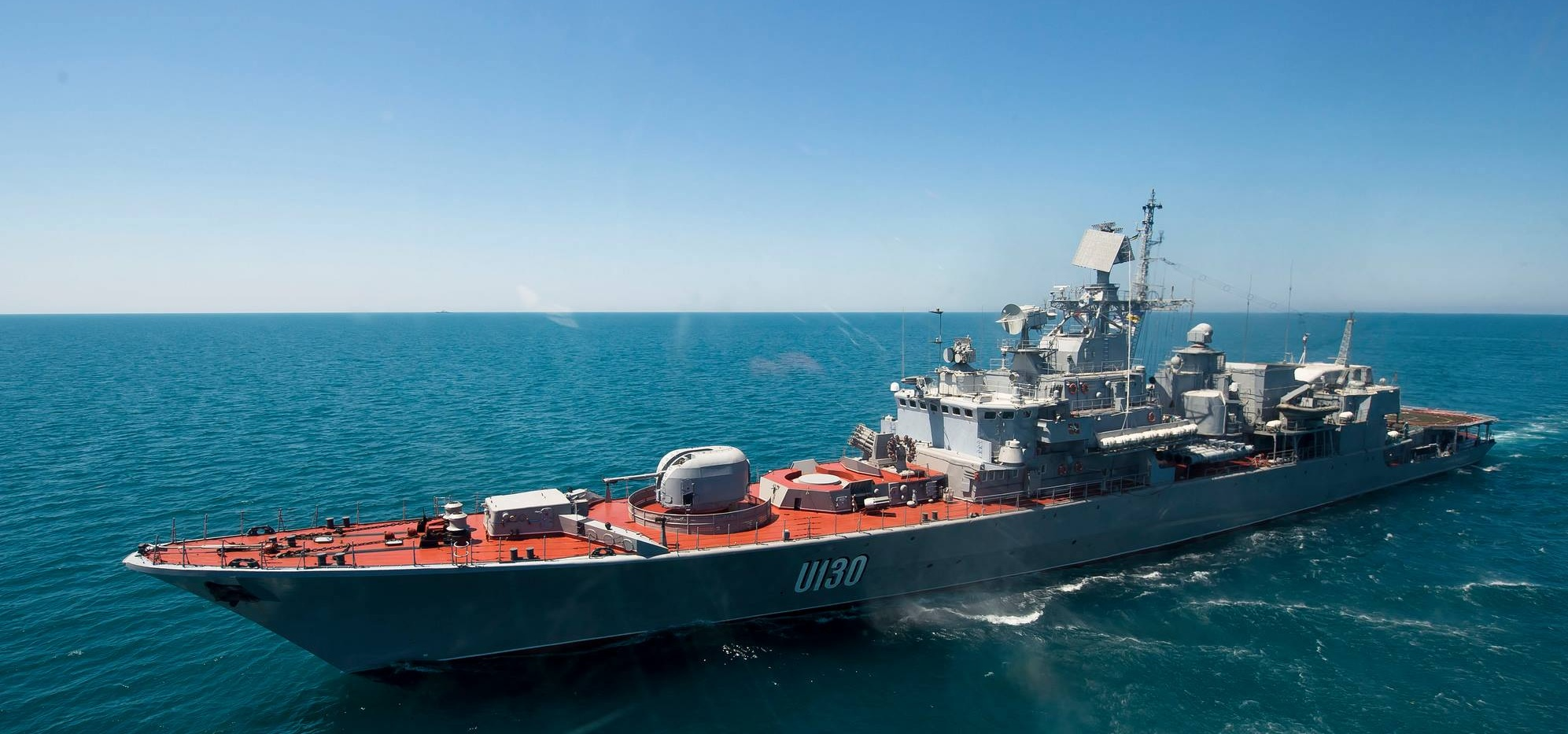
Fregata Hetman Sahajdačnyj během cvičení Sea Breeze 2015

Dle guvernéra Mykolajivské oblasti k datu 8. dubna na území oblasti nezůstaly prakticky žádné ruské síly.
Během konfliktu bylo do Oděsy z Mykolajivu evakuováno asi 250 000 lidí.

### Potopení fregaty Hetman Sahajdačnyj
Ukrajinské námořnictvo během ruských útoků údajně 24. února potopilo svou jedinou fregatu a vlajkovou loď ukrajinského námořnictva Hetman Sahajdačnyj. Důvodem byly obavy ze zmocnění se lodi ruskými silami.

## Následky a pozdější útoky
Dne 12. dubna město přišlo v důsledku ruského ostřelování o hlavní vodovod, který přiváděl vodu z Dněpru. O měsíc později byl zaveden přívod vody z Jižního Bugu, ale tato voda nebyla příliš vhodná ke konzumaci.

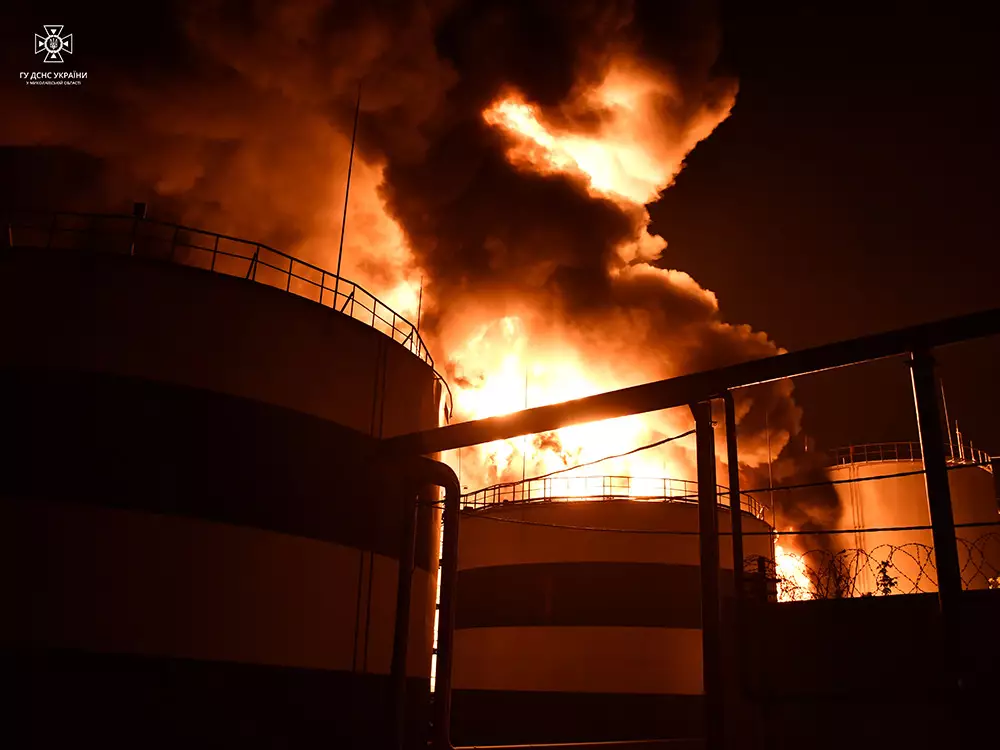
Zasažené nádrže se slunečnicovým olejem – 16. říjen 2022

Dne 5. května tvrdilo ruské ministerstvo obrany, že ruské rakety zničily velký muniční sklad ve městě.
Dne 22. června ukrajinské úřady oznámily, že ruské síly na město odpálily sedm raket. Podle ruského ministerstva obrany tento úder vedený vzdušnými silami zabil až 500 vojáků 59. motorizované brigády umístěné v továrně na stavbu lodí a zničil palivový terminál ve městě.
Dne 15. července byly raketami zasaženy areály dvou největších městských univerzit. Národní univerzita pro stavbu lodí admirála Makarova a Národní univerzita Mykolajiv. Dne 17. srpna zasáhly dvě rakety areál Černomořské státní univerzity Petera Mogily.
Ruské bezpilotní letouny zasáhly 16. října dvě nádrže se slunečnicovým olejem na export (asi 7,5 tisíce tun na každou). Nádrže začaly hořet a ropa tekla ulicemi města.
Četnost ostřelování se výrazně snížila v listopadu 2022 po úspěšné ukrajinské protiofenzívě na jižní frontě.